# Nordostschweiz
| Nordostschweiz | Nordostschweiz                                                                             |
| -------------- | ------------------------------------------------------------------------------------------ |
| Kantone:       | Schaffhausen Zürich Thurgau St. Gallen Appenzell Ausserrhoden Appenzell Innerrhoden Glarus |
| Sprache:       | Deutsch                                                                                    |
| Nordostschweiz |                                                                                            |

Die Nordostschweiz ist ein verschieden definierter Raum im Nordosten der Schweiz. Die Landschaft ist geprägt von den Ebenen zwischen Boden- und Zürichsee und den voralpinen Hügelketten.
- Im kulturhistorisch-linguistischen Sinne umfasst sie die Kantone Schaffhausen, Thurgau, St. Gallen (mehrheitlich), Appenzell Ausserrhoden und Appenzell Innerrhoden.[1]
- Das Bundesamt für Strassen zählt die Kantone Appenzell Ausserrhoden, Appenzell Innerrhoden,  Glarus, Schaffhausen, St. Gallen, Thurgau und Zürich sowie den Nordteil des Kantons Schwyz dazu.[2]
- Der Nordostschweizerische Jodlerverband umfasst die beiden Appenzell, Glarus, Graubünden, Schaffhausen, St. Gallen, Thurgau, Zürich und das Fürstentum Liechtenstein.[3] Der Nordostschweizer Schwingerverband versammelt die Sektionen Appenzell, Glarus, Graubünden, Schaffhausen, St. Gallen, Thurgau und Zürich.[4]
- Die Mitglieder der früheren Nordostschweizerischen Kraftwerke waren die Kantone Aargau, Appenzell Ausserrhoden, Appenzell Innerrhoden, Glarus, Schaffhausen, St. Gallen, Thurgau, Zug und Zürich.
- Die Grossregion Ostschweiz, wie sie das Bundesamt für Statistik definiert, begreift die Kantone Appenzell Ausserrhoden, Appenzell Innerrhoden, Glarus, Graubünden, Schaffhausen, St. Gallen und Thurgau in sich, wogegen die Kantone Aargau, Schwyz, Zug und Zürich, die nach obigen Definitionen teilweise mit eingeschlossen sind, nicht zur Ostschweiz (und damit auch nicht zu deren nördlichem Teil, der Nordostschweiz) gehören.